# Петоскі
Петоскі (англ. Petoskey) — місто (англ. city) в США, в окрузі Еммет штату Мічиган. Населення — 5877 осіб (2020).

## Географія
Петоскі розташоване за координатами 45°21′53″ пн. ш. 85°0′39″ зх. д. / 45.36472° пн. ш. 85.01083° зх. д. (45.364850, -85.010701).  За даними Бюро перепису населення США в 2010 році місто мало площу 13,70 км², з яких 13,18 км² — суходіл та 0,52 км² — водойми.

### Клімат
| Клімат : Петоскі      | Клімат : Петоскі | Клімат : Петоскі | Клімат : Петоскі | Клімат : Петоскі | Клімат : Петоскі | Клімат : Петоскі | Клімат : Петоскі | Клімат : Петоскі | Клімат : Петоскі | Клімат : Петоскі | Клімат : Петоскі | Клімат : Петоскі | Клімат : Петоскі |
| Показник              | Січ.             | Лют.             | Бер.             | Квіт.            | Трав.            | Черв.            | Лип.             | Серп.            | Вер.             | Жовт.            | Лист.            | Груд.            | Рік              |
| Середній максимум, °C | −2,2             | −1,7             | 3,3              | 10,6             | 16,7             | 21,7             | 24,4             | 24,4             | 20,6             | 13,9             | 6,7              | 0,6              | 11,7             |
| Середній мінімум, °C  | −9,4             | −10,6            | −6,1             | 0,6              | 5,6              | 11,7             | 13,9             | 14,4             | 10,6             | 5,6              | 0,0              | −5,6             | 2,8              |
| Норма опадів, мм      | 53               | 36               | 43               | 64               | 69               | 71               | 71               | 84               | 97               | 79               | 69               | 61               | 798              |
| --------------------- | ---------------- | ---------------- | ---------------- | ---------------- | ---------------- | ---------------- | ---------------- | ---------------- | ---------------- | ---------------- | ---------------- | ---------------- | ---------------- |
| Джерело: Weatherbase  |                  |                  |                  |                  |                  |                  |                  |                  |                  |                  |                  |                  |                  |

## Демографія
Згідно з переписом 2010 року, у місті мешкало 5670 осіб у 2538 домогосподарствах у складі 1319 родин. Густота населення становила 414 особи/км².  Було 3359 помешкань (245/км²).
Расовий склад населення:
| - 91,7 % — білих - 4,7 % — корінних американців - 0,7 % — чорних або афроамериканців - 0,4 % — азіатів |

До двох чи більше рас належало 2,1 %. Частка іспаномовних становила 1,9 % від усіх жителів.
За віковим діапазоном населення розподілялося таким чином: 19,4 % — особи молодші 18 років, 64,5 % — особи у віці 18—64 років, 16,1 % — особи у віці 65 років та старші. Медіана віку мешканця становила 39,8 року. На 100 осіб жіночої статі у місті припадало 89,8 чоловіків;  на 100 жінок у віці від 18 років та старших — 86,6 чоловіків також старших 18 років.
Середній дохід на одне домашнє господарство  становив 80 031 долар США (медіана — 37 556), а середній дохід на одну сім'ю — 130 707 доларів (медіана — 70 781). Медіана доходів становила 36 632 долари для чоловіків та 34 359 доларів для жінок. За межею бідності перебувало 12,4 % осіб, у тому числі 10,8 % дітей у віці до 18 років та 7,2 % осіб у віці 65 років та старших.
Цивільне працевлаштоване населення становило 3161 осіб. Основні галузі зайнятості: освіта, охорона здоров'я та соціальна допомога — 25,8 %, мистецтво, розваги та відпочинок — 17,9 %, роздрібна торгівля — 10,7 %, науковці, спеціалісти, менеджери — 10,5 %.